# Eucharia tristis
Eucharia tristis là một loài bướm đêm thuộc phân họ Arctiinae, họ Erebidae.